# 彭纳-因泰韦里纳
彭纳-因泰韦里纳（義大利語：Penna in Teverina），是意大利翁布里亚大区特尔尼省的一个市镇。总面积9.97平方公里，人口1138人，人口密度114.1人/平方公里（2009年）。ISTAT代码为055026。